# Катунец
Катунец (болг. Катунец) — село в Болгарии. Находится в Ловечской области, входит в общину Угырчин. Население составляет 460 человек.

## Политическая ситуация
В местном кметстве Катунец, в состав которого входит Катунец, должность кмета (старосты) исполняет Георги Николов Вытев (Движение за права и свободы (ДПС)) по результатам выборов правления кметства.
Кмет (мэр) общины Угырчин — Валентин Стайков Вылчев (независимый) по результатам выборов в правление общины.